# Giro de Ross

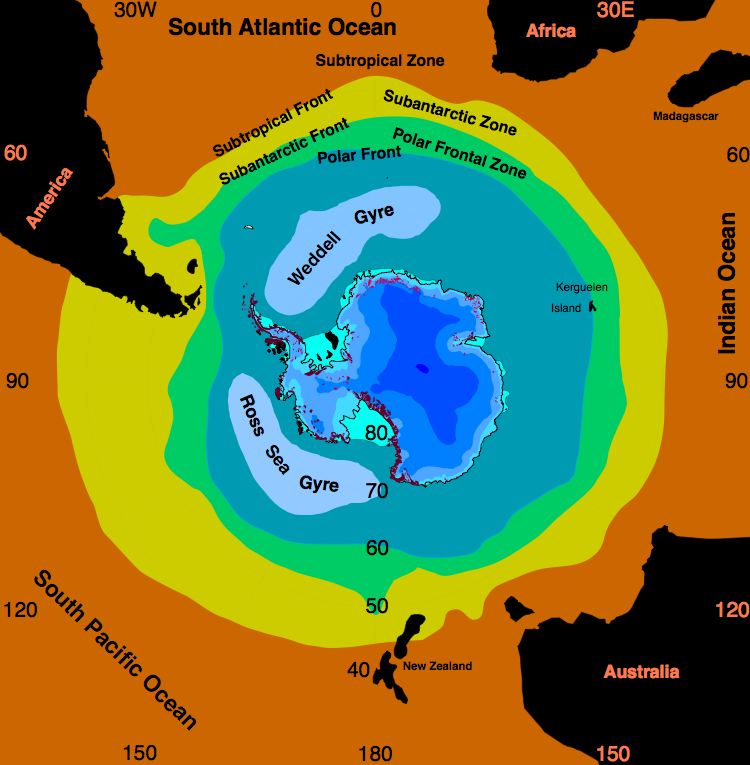
Ubicación del giro de Ross en el mar de Ross.

El giro de Ross es uno de los dos giros oceánicos que ocurren en el océano Antártico. El giro se encuentra en el mar de Ross, y rota en el sentido de las agujas del reloj. El giro se forma por las interacciones entre la corriente Circumpolar Antártica y la plataforma continental antártica.